# Leiden Draft

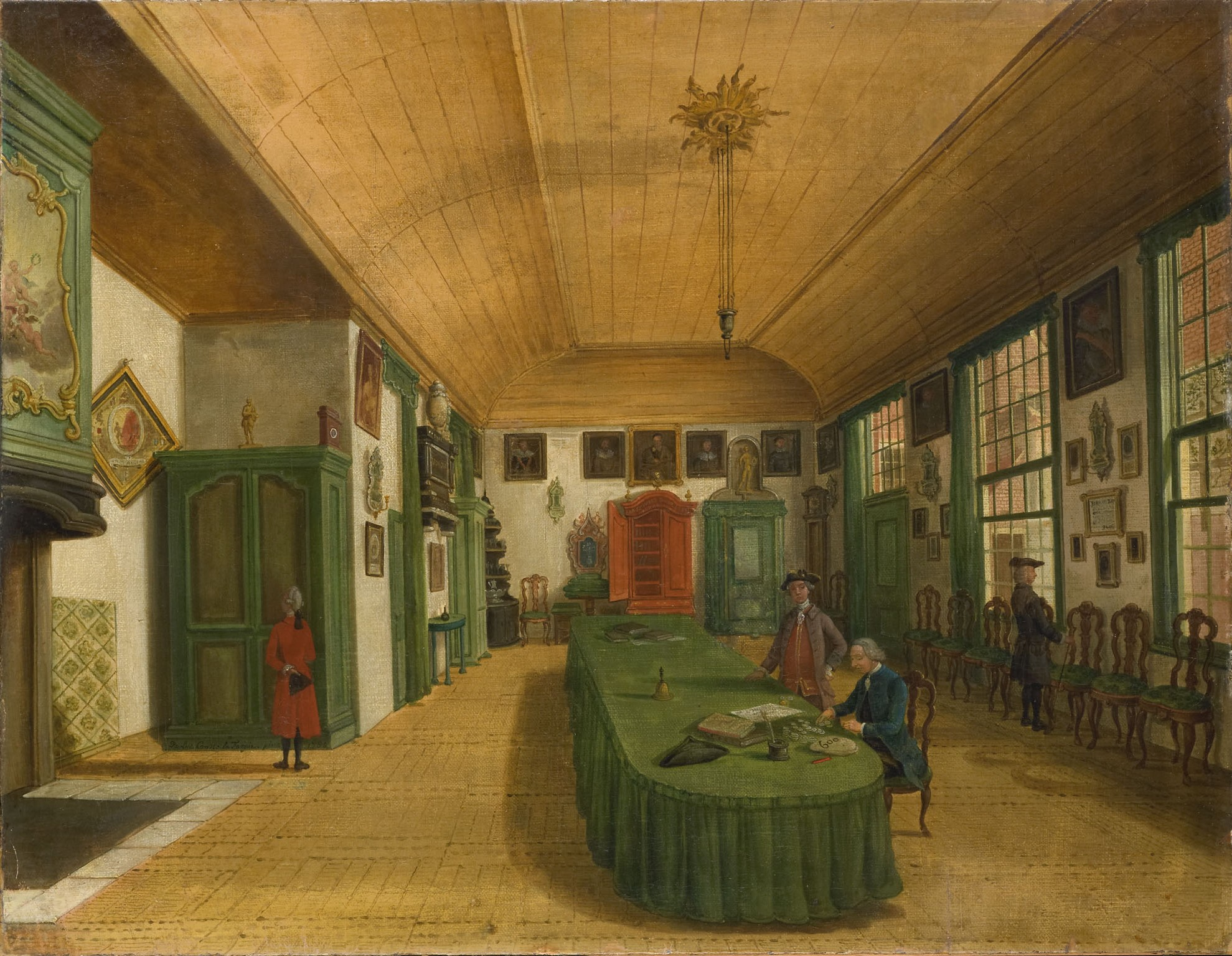
Kunst wordt door Arbeid verkregen, manifesto na sala de reuniões do Congresso onde o Leiden Draft foi discutido em 8 de outubro de 1785

Leiden Draft é a tradução usada na historiografia anglófona do conceito de língua holandesa Leids Ontwerp, um rascunho-manifesto discutido pelo congresso holandês de representantes de exercitiegenootschappen (milícias patriotas) em 8 de outubro de 1785 em Leida, no contexto da chamada revolução Patriota de 1785 na República Holandesa. Este rascunho resultou na publicação do manifesto intitulado: Ontwerp om de Republiek door eene heilzaame Vereeniging van Belangen van Regent en Burger van Binnen Gelukkig en van Buiten Gedugt te maaken, Leiden, aangenomen bij besluit van de Provinciale Vergadering van de Gewapende Corpsen na Holanda, op 4 de outubro de 1785 te Leiden ("Projeto para tornar a República interiormente satisfeita e exteriormente temida por uma união salutar de interesses de Regente e Cidadão"). Conteve uma exposição da ideologia Patriota e chegou à formulação de vinte propostas de reforma política em uma veia democrática.
As ideias só foram concretizadas em grande parte sob a República Batava, quando inspiraram a Declaração Holandesa dos Direitos do Homem e do Cidadão, mas antes também foram influentes na história intelectual da Revolução Francesa graças à tradução francesa do jornalista Antoine Marie Cerisier, colaborador de Mirabeau, publicado em 1788. Segundo os historiadores americanos e britânicos Jeremy D. Popkin e Jonathan Israel, esta tradução francesa pode ter influenciado a Declaração Francesa dos Direitos do Homem e do Cidadão.

## Antecedentes
A Revolução Americana causou uma profunda impressão na República Holandesa da década de 1770. Intelectuais como Joan Derk van der Capellen tot den Pol e seu amigo François Adriaan van der Kemp divulgaram as ideias de Thomas Paine, Richard Price, Andrew Fletcher e Joseph Priestley e, em geral, notícias sobre as realizações dos revolucionários americanos. Por um lado, isso ajudou a convencer a opinião pública holandesa a apoiar a Revolução Americana; mas, por outro lado, minou o governo autocrático do estatuder Guilherme V e seu partido orangista de Regente. O apoio público dos revolucionários americanos ajudou a provocar um conflito armado com a Grã-Bretanha, a Quarta Guerra Anglo-Holandesa, que foi mal conduzida pelo stadtholder de tal forma que as críticas ao seu regime ganharam amplo apoio da população. Seus oponentes foram encontrados nos círculos da velha facção anti-orangista (" Partido dos Estados ") entre os regentes holandeses e os adeptos dos ideais democráticos. Estes se uniram como um movimento político que se autodenominava "Patriotas". Como o stadtholder controlava as forças armadas: o Exército dos Estados Holandeses e a Marinha Holandesa, os Patriotas começaram a se armar formando milícias cidadãs, conhecidas como exercitiegenootschappen (assim chamadas, porque gostavam de se treinar pela realização de exercícios militares). Estas eram milícias locais, sobrepostas por uma associação federal que as unia e as tornava uma força nacional a ser reconhecida. O regime viu isso como uma ameaça e tentou desencorajar suas operações sempre que possível. Em 23 de julho de 1785 (como um exemplo), o governo da cidade de Leiden proibiu as atividades do exercitiegenootschap de Leiden e multou seu mestre de exercícios. Isso provocou uma reação tanto da milícia local quanto da provincial: eles organizaram um congresso de representantes das milícias holandesas que se reuníram em 8 de outubro de 1785, em Leida, na sala de reuniões do Congresso Kunst wordt door Arbeid verkregen ("A arte é o resultado do trabalho"), um dos clubes Patriotas em Leida.

## Gênese do manifesto
Neste congresso foi adotado um rascunho de um manifesto que ficou conhecido como Leiden Ontwerp (sua tradução para o inglês é "Leiden Draft"). O responsável pela elaboração deste manifesto não é totalmente verídico. No entanto, é provável que os membros da comissão encarregada pelo congresso de redigir um documento final também tenham participado da redação original. Estes foram o jornalista Wybo Fijnje, o fabricante têxtil de Leiden, Pieter Vreede, e o aristocrata de Overijssel Rutger Jan Schimmelpenninck; os menos conhecidos são François Adriaan van der Kemp, Jacob Blauw e Cornelis van Foreest. Em 4 de outubro de 1785, após quatro sessões, eles editaram o rascunho final que foi publicado como Ontwerp om de Republiek door eene heilzaame Vereeniging van Belangen van Regent en Burger van Binnen Gelukkig en van Buiten Gedugt te maaken, aangenomen bij besluit van de Provinciale Vergadering van de Gewapende Corpsen na Holanda (Projeto para tornar a República interiormente satisfeita e exteriormente temida por uma salutar união de interesses de Regente e Cidadão, Leiden, adotada por resolução da Assembleia Provincial das Forças Armadas na Holanda), pela editora Leendert Herdingh. Coronéis do exercitiegenootschappen de Alkmaar e Westzaan estavam presentes.  O desenho tornou-se tão popular que em maio de 1786 foi necessária uma terceira edição. O jornalista Gerrit Paape escreveu mais tarde que uma cópia do manifesto estava na mão de quase todos.

## Pontos principais
Nas 68 páginas do documento, primeiro foi feita uma exposição das principais ideias por trás do "design" no qual o argumento se originou. Esse argumento pode ser resumido pelos títulos das seções do artigo:
```
1. Necessidade da preservação da Constituição originalmente boa, pela correção dos abusos;
2. O stadtholderate não é um meio suficiente para a reparação da Constituição original;
3. O fato prejudicial e ofensivo da independência dos Regentes do povo, cujos representantes são;
4. O que muito contribuiu em tempos posteriores para ampliar os efeitos prejudiciais da independência dos Regentes;
5. Perigos a quem estão sujeitos os Regentes caso não queiram entrar no projeto de reforma;
6. Perigos a que a independência dos Regentes submete a liberdade do Cidadão;
7. Vantagens desta Reforma para os Regentes;
8. Direitos do Povo em relação às Petições;
9. Necessidade da Reforma Constitucional em relação à Defesa Nacional;
10. Necessidade de uma Reforma Constitucional para a melhoria da moral pública e para o crescimento econômico;
11. Conclusões dos argumentos acima como fundamentos da Reforma e estipulação correta dos direitos de todos;
```

O argumento resultou em uma enumeração de vinte artigos numerados:
```
I. A liberdade é um direito inalienável de todos os cidadãos holandeses. Nenhum poder na Terra pode impedi-los de fazer uso dessa Liberdade;
II. Esta liberdade seria ilusória se não se baseasse no direito de ser regido por leis com as quais os cidadãos tenham consentido, pessoalmente ou por seus representantes;
III. Esses representantes não devem ser independentes daqueles que representam, e sua nomeação pelo Povo de acordo com um sistema constante e regulamentado é um meio adequado para impedir essa independência;
IV. A devolução deste direito de nomeação ao Povo deve consistir quer na eleição anual pelo Povo dos magistrados municipais, quer pelo menos na nomeação dos candidatos dos quais os magistrados 
cooptam
 novos membros da magistratura;
V. Embora, em última análise, a soberania pertença ao Povo, por razões práticas, o governo deve ser deixado para faculdades e departamentos estaduais. O Povo retém o direito de influenciar o governo por meio de petições e endereços. Para que o Povo possa fazê-lo de forma fundamentada, deve ser informado por uma Imprensa Livre e gozar de Liberdade de Expressão que não pode ser sujeita a coação prévia, mas pode ser sujeita a sanção judicial após o facto;
VI. Em todos os lugares em que os Regentes promovem esta Reforma Constitucional não podem ser privados arbitrariamente de seus cargos existentes, a menos que esses cargos contrariem esta nova Constituição, ou uma pessoa ocupe dois cargos incompatíveis;
VII. O Povo terá que deixar os funcionários que elegeram para fazer o seu trabalho durante o seu mandato e dar-lhes a sua confiança;
VIII. Os oficiais das Milícias Municipais serão eleitos pelos seus membros e caso os regulamentos declarem incompatíveis os cargos governamentais e militares, esses regulamentos serão escrupulosamente observados;
IX. Ninguém será elegível para um cargo governamental que não tenha servido em uma milícia;
X. Serão nomeados comissários-cidadãos para fiscalizar as contas públicas e garantir o exercício dos direitos.
XI. Haverá contas regulares das Finanças Públicas em todos os níveis de governo;
XII. Os comissários-cidadãos terão o direito e o dever de investigar questões relativas à indústria e ao comércio e recomendar políticas relativas a essas questões ao governo.
XIII. Os comissários-cidadãos não deixarão seus cargos de uma só vez, mas apenas uma parte da associação será renovada periodicamente;
XIV. Embora o Estado tenha que fazer gastos para a manutenção das infraestruturas e esses gastos não devam, portanto, sofrer austeridade indevida, o Povo tem o direito de exigir a abolição de instituições e práticas inúteis e onerosas, com justa compensação para os titulares dos direitos abolidos e escritórios;
XV. Os eleitores dos Magistrados devem ser os membros das milícias, salvo se este direito de eleição pertencer às 
Guildas
;
XVI. Para evitar o problema dos eleitores venderem seu voto, o direito de eleição será reservado às pessoas com certa posição de riqueza, dependendo das circunstâncias locais;
XVII. Podem ser feitas regulamentações quanto às qualificações de ambos os eleitores e seus representantes;
XVIII. Pequenos escritórios devem ser concedidos preferencialmente a pessoas de comportamento exemplar, veteranos militares e pessoas de origem local (em vez de pessoas do exterior);
XIX. As milícias cívicas devem ser promovidas para apoiar o Exército contra os inimigos estrangeiros e para se opor a esse Exército no caso de se tornar o instrumento da tirania doméstica;
XX. Para atender a esses dois propósitos os cidadãos devem ser divididos em três classes, cujos membros, selecionados por sorteio, terão que servir na milícia em rodízio.
```

## Influência
Uma leitura atenta de Design ensinará que os editores do documento reverenciaram a "constituição" existente da República Holandesa (no sentido de um corpo de cartas e tratados fundamentais, como o Grande Privilégio, a Pacificação de Ghent, a União de Utrecht, a Trégua dos Doze Anos e a Paz de Münster), mas rejeitou uma série de "abusos" que recentemente "escorreram" como o chamado Regeringsreglementen (Regulamentos do Governo) que havia sido adotado na Revolução Orangista de 1747 para dar ao stadtholder o direito de nomeação, ou pelo menos aprovação, de magistrados da cidade. Os Patriotas queriam reverter essas reformas recentes e substituí-las pelo direito dos cidadãos, logo abaixo da casta de Regente, mas acima das "classes mais baixas", para eleger esses magistrados, ou pelo menos nomear candidatos para cooptação pelos vroedschappen que, tradicionalmente, tinha o direito de elegê-los. Em outras palavras, eles aceitaram implicitamente a "constituição" existente, com seus direitos políticos especiais para o Regenten, mas colocaram uma nova redação, "recuando", por assim dizer "antigos" direitos das guildas e schutterijen de influenciar o governo local e por meio de seu governo intermediário, regional e nacional. Para justificar isso, eles proclamaram uma soberania popular que deveria substituir a soberania reivindicada pelos Estados provinciais e pelos Estados Gerais.
O Leiden Draft, portanto, não era apenas uma declaração de princípios, mas também um programa político de derrubada, não da estrutura política da República, mas da composição do pessoal que ocupava a magistratura com o uso de eleições mais ou menos “democráticas”. Os Patriotas logo começaram a colocar esse programa em execução, começando na cidade de Utrecht, onde o antigo governo foi substituído por um democraticamente eleito. Além diso, outros governos municipais, especialmente na Holanda, província de Utrecht, Overijssel e Friesland, passaram para o lado Patriota,  substituindo regentes orangistas por adeptos do antigo partido dos Estados, cujas famílias haviam sido expulsas em 1747, mas haviam tomado o convite explícito no Leiden Draft para se juntar aos democratas. Às vezes, esses regentes de costumes antigos foram substituídos por representantes da classe média (como em Utreque, Leida, Delft e Rotterdam), quebrando o monopólio tradicional de cargos políticos da classe Regente. Este "ataque" em sua posição começou a perturbar os regentes Patriotas, que gradualmente começaram a se afastar de seus irmãos mais radicalmente "democráticos" no movimento Patriota. Mas a onda de reforma democrática parecia imparável quando, no verão de 1787, o vroedschap de Amsterdã foi derrubado após grandes manifestações de rua dos radicalistas Patriotas. Isso foi longe demais para os regentes de costumes antigos, alguns dos quais começaram a se mudar para o campo do estatuder. No entanto, foi necessária a intervenção militar do rei da Prússia, irmão da esposa do stadtholder e, portanto, seu cunhado, para suprimir o que se tornou a Revolução Patriota no outono de 1787. Depois disso, as mudanças das pessoas nas prefeituras e nos Estados foram revertidas e o sistema pós-1747 restaurado, de forma mais severa, sob o Ato de Garantia de 1788, que parecia lançar pedra no estadócio.
A Revolução Patriota, portanto, parecia ter sido interrompida e revertida, mas isso não implicava que a influência do Leiden Draft também tivesse se desfeito para sempre. As décadas de 1770 e 1780 foram um período de intenso contato e troca de ideias através das fronteiras europeias por intelectuais com visões semelhantes. Entre os envolvidos estava o jornalista francês Antoine-Marie Cerisier, que esteve no centro da Revolução Patriota e, portanto, como muitos outros patriotas importantes, teve que se exilar na França. Lá ele se tornou um colaborador próximo de Mirabeau, o pioneiro da Revolução Francesa, que se interessou muito pelos desenvolvimentos políticos na República Holandesa. Cerisier não escreveu o Leiden Draft como Popkin, mas o extraiu em francês em um artigo na Analyze des Papiers Anglais em 1788.  Segundo Popkin, que realizou extensa pesquisa de arquivo sobre o assunto, esse trecho acabou influenciando a formulação da Declaração dos Direitos do Homem e do Cidadão de 1789, um dos documentos fundacionais da Revolução Francesa. Em um discurso de 2007, Jonathan Israel apoiou esta tese.
E assim o "caminho de influência" do Leiden Draft acabou voltando para a Holanda, porque os patriotas exilados retornaram com os exércitos triunfantes da República Francesa Revolucionária em 1795 e, desta vez, derrubaram definitivamente a antiga República Holandesa e suas instituições. Mais uma vez, o método político do programa Leiden Draft foi usado trabalhando ostensivamente "dentro" da antiga constituição, assumindo o pessoal das antigas instituições como os Estados da Holanda que foram substituídos de maneira "constitucional" pelos Representantes Provisórios da o Povo da Holanda, e os Estados Gerais que, por um tempo, se tornaram os Estados Gerais da República Batava, antes de legislar-se fora da existência no final de 1795 para ser substituído pela Assembleia Nacional da República Batava. Um dos primeiros atos oficiais dos Representantes Provisórios foi a promulgação da Declaração Holandesa dos Direitos do Homem e do Cidadão, que foi elaborada por uma comissão, presidida por Pieter Paulus, que certamente levou em conta o Leiden Draf como um dos suas inspirações.